# Bernhard Scharold
Bernhard Scharold (* 20. September 1962) ist ein ehemaliger deutscher Fußballspieler und -trainer.

## Karriere
Bernhard Scharold spielte beim ASV Herzogenaurach und wurde in die Juniorennationalmannschaften des DFB berufen. 1981 gehörte er zum Kader der U-20-Junioren Deutschlands, die bei der Weltmeisterschaft in Australien den Titel erringen konnten. Scharold blieb jedoch ohne Einsatz. Im Anschluss daran erhielt der defensive Mittelfeldspieler einen Profivertrag beim Hamburger SV. Dort konnte sich Scharold aber nicht gegen Thomas von Heesen, Michael Schröder, Jimmy Hartwig und Jürgen Groh durchsetzen, wurde aber 1982 mit dem HSV Deutscher Meister. Er ging anschließend, nachdem sich ein Wechsel zu SG Union Solingen zerschlagen hatte, zum TSV 1860 München. Schließlich kehrte er wieder nach Herzogenaurach zurück. 1996 war er als Spielertrainer bei DJK Concordia  Hallerndorf tätig und schaffte mit dem Verein den Aufstieg in die A-Klasse. Scharold arbeitet heute als Industriekaufmann in seiner Heimatstadt.

## Erfolge
- 1981 Juniorenweltmeister mit der deutschen U-20-Nationalmannschaft (ohne Einsatz)
- 1982 Deutscher Meister mit dem Hamburger SV (ohne Einsatz)
- 1982 Finale UEFA-Cup mit dem Hamburger SV (ohne Einsatz)